# Sepsina angolensis
Espèce
Synonymes
- Sepsina hessei Boettger, 1887

Sepsina angolensis est une espèce de sauriens de la famille des Scincidae.

## Répartition
Cette espèce se rencontre dans le nord de la Namibie, en Angola, dans l'ouest de la Zambie et dans l'Ouest de la République démocratique du Congo.

## Étymologie
Son nom d'espèce, composé de angol et du suffixe latin -ensis, « qui vit dans, qui habite », lui a été donné en référence au lieu de sa découverte, l'Angola.

## Publication originale
- Bocage, 1866 : Reptiles nouveaux ou peu connus recueillis dans les possessions portugaises de l'Afrique occidentale, qui se trouvent au Muséum de Lisbonne, Jornal de sciencias mathematicas, physicas e naturaes, vol. 1, p. 57-78 (texte intégral).